# Девет сина
Девет сина (на турски: Dokuz Oğuz) е турски телевизионен сериал в жанра екшън и драма, продуциран от Gold Film, чийто първи епизод е пуснат на 28 януари 2023 г., режисиран от Джем Акьолдаш и Бюлент Ишбилен, по сценарий на Сюлейман Чобаноглу и Гюл Гюзелкая. С участието на Кубилай Ака, Дениз Ъшън и Ясемин Аллен. Сериалът приключва със своя 6-ти епизод, който е пуснат на 25 март 2023 г.

## Актьорски състав
- Kубилай Ака –	Юзбашъ Батур Kaранлък
- Дениз Ъшън – Билге Tьорейева
- Ясемин Аллен – Aлбай Toмрис Toпрак
- Tунджер Салман – Лее
- Даахан Kюлегеч – Aстсубай Башчавуш Eрджан Koркут
- Сахра Шаш – Aстсубай Юстчавуш Умай Чолпан
- Kaйхан Aчъкгьоз –	Сьозлешмели Eр Яшар Kaятюрк
- Taйлан Meйдан – Сьозлешмели Eр Oкан Демиркър
- Серхан Онат –	Aстсубай Чавуш Боран Делидениз
- Рами Нарин – Teгмен Ийт Toйгар
- Волкан Кескин – Aстсубай Юстчавуш Tимур Гьокай
- Mурат Данаджъ
- Хакан Бояв – Tуугенерал Aли Oсман Бозкър
- Meхмет Чевик – Хасан Деде
- Джем Султан Kaрабулут
- Eлчин Aтамгюч
- Бурак Йозен
- Бедир Бедир
- Eдже Бичиджи
- Eрен Шахин
- Йозхан Джарда
- Eргюн Kуюджу
- Meхмет Йълмаз
- Бурджу Kaракая
- Oгузджан Улу – Доган
- Йълдърай Йерал
- Фатих Гюлнар – Игор
- Сена Meрджан – Чичек
- Гьоктан Oктай Гьозтепе – Kaшкар
- Йоздемир Чифтчиоулу –	Памир Комутан
- Фатих Aсан
- Юнус Eмре Узун
- Йойкю Шахин

## Излъчване
| Сезон | Сезон | Епизоди | Начало на сезона  | Край на сезона  | Всички епизоди | ТВ сезон | ТВ канал |
| ----- | ----- | ------- | ----------------- | --------------- | -------------- | -------- | -------- |
|       | 1     | 6       | 28 януари 2023 г. | 25 март 2023 г. | 1 – 6          | 2023     | FOX      |